# Bad Großpertholz
Bad Großpertholz är en köpingskommun i distriktet Gmünd som ligger i det österrikiska förbundslandet Niederösterreich. Kommunen har 1 286 invånare (2024). Den gränsar i väster mot Tjeckien.
Kommunen består av tolv orter (Ortschaften) (inom parentes invånarantal 1 januari 2024):

- Abschlag (79)
- Angelbach (118)
- Bad Großpertholz (513)
- Hirschenstein (0)
- Karlstift (132)
- Mühlbach (117)
- Reichenau am Freiwald (69)
- Scheiben (80)
- Seifritz (17)
- Steinbach (36)
- Watzmanns (67)
- Weikertschlag (58)